# Il Tritacarne
Il Tritacarne è un programma televisivo di approfondimento condotto da Giuseppe Cruciani in onda dal 15 aprile 2011 alle 23.00 su Current.

## La trasmissione
L'intento del programma è quello di passare al setaccio tutte le dichiarazioni di personaggi al centro delle cronache come si fa con un tritacarne.
Il claim del programma è infatti “Per scoprire un personaggio bisogna farlo a pezzi”.
I nomi dei personaggi studiati da Cruciani sono quelli di Luigi De Magistris, Daniela Santanché, Roberto Saviano, Italo Bocchino, Antonio Pennacchi, Luca Telese, Maurizio Grassano, Carlo Giovanardi, Beppe Grillo, Umberto Eco, Adriano Celentano, Domenico Scilipoti e Lucio Dalla.

## Programmazione
| Edizione | Rete televisiva | Anno | Stagione         | Orario      | Programmazione | Programmazione | Programmazione | Programmazione | Programmazione | Programmazione | Programmazione | Collocazione |
| Edizione | Rete televisiva | Anno | Stagione         | Orario      | L              | M              | M              | G              | V              | S              | D              | Collocazione |
| -------- | --------------- | ---- | ---------------- | ----------- | -------------- | -------------- | -------------- | -------------- | -------------- | -------------- | -------------- | ------------ |
| 1ª       | Current TV      | 2011 | primavera-estate | 23:00-23:30 |                |                |                |                |                |                |                | Prima Serata |